# فرنتس فولوپ
فرنتس فولوپ (مجاری: Ferenc Fülöp؛ زادهٔ ۲۲ فوریهٔ ۱۹۵۵) بازیکن فوتبال اهل مجارستان بود.
از فیلم‌ها یا برنامه‌های تلویزیونی که وی در آن نقش داشته‌است می‌توان به فرار به سوی پیروزی اشاره کرد.
از باشگاه‌هایی که در آن بازی کرده‌است می‌توان به باشگاه فوتبال ام‌تی‌کی بوداپست اشاره کرد.